# Ternera Asturiana
Ternera Asturiana es una Indicación Geográfica Protegida de carne de vacuno autorizada en el año 2001, que avala la carne de animales nacidos, criados y engordados en el Principado de Asturias (España), procedentes de las razas Asturiana de los valles, Asturiana de la montaña, y sus cruces entre sí.

## Categorías
- Se categoriza según la edad del animal en el momento del sacrificio:[3]
  - Ternera: con menos de doce meses.
  - Añojo: mayores de doce meses y con menos de dieciocho.
- En cada categoría y atendiendo a la clasificación de las canales se distinguirán los productos:
  - Culón: para canales con una conformación S o E según el sistema comunitario de clasificación de canales, excepto las de los animales de la raza "Asturiana de la Montaña".
  - Valles: para las canales con una conformación U o R según el sistema comunitario de clasificación de canales, excepto las de los animales de la raza "Asturiana de la Montaña".
  - Casín: para las canales provenientes de animales de la raza "Asturiana de la Montaña" para las categorías R o superiores.